# Phimosia ebenina
Phimosia ebenina is een keversoort uit de familie boktorren (Cerambycidae). De wetenschappelijke naam van de soort is voor het eerst geldig gepubliceerd in 1870 door Bates.